# Vanuatu na Letnich Igrzyskach Olimpijskich Młodzieży 2010
Vanuatu na Letnich Igrzyskach Olimpijskich Młodzieży 2010 w Singapurze reprezentowało 22 sportowców w 2 dyscyplinach.

## Koszykówka
Drużyna dziewcząt - 20. miejsce
- Lavinia Edgell
- Christina Izono
- Emily Lango (C)
- Poline Maliliu

## Piłka nożna
Drużyna chłopców - 5. miejsce
- Seiloni Iaruel (C)
- Chanel Obed
- Raoul Coulon
- Yoan Ben
- Jelene Waiwai
- Andre Kalselik
- Donald Avock
- Barry Mansale
- Santino Mermer
- Steve Bebe
- Franco Tawal
- Sylver Tenene
- George Mahit
- Michel Coulon
- Petch Ham
- Edwin Bai
- Jordy Meltecoin
- Mois Bong